# Медин, Николай Александрович
Никола́й Алекса́ндрович Ме́дин (укр. Микола Олександрович Медін; род. 4 мая 1972, Никополь, Днепропетровская область) — украинский футболист, вратарь.

## Биография

### Клубная карьера
Начал играть в футбол в школе. Воспитанник ДЮСШ «Колос» Никополь (тренеры Боровиков Н. А., Зеленский В. А.) В 16 лет попал в днепропетровский «Днепр», по приглашению Евгения Кучеревского. Выступал за дублирующий состав, в 1991 году вместе с дублем «Днепра» стал чемпионом СССР. При Николае Павлове Медин стал основным вратарём «Днепра». В конце 1994 года месяц выступал за родной никопольский «Металлург» в Первой лиге. Медин провёл 5 матчей и пропустил 4 гола. После на базе этой команды была создана сборная команда Вооружённых сил Украины, которая играла отборочные матчи чемпионата Европы. В ней Николай Медин провёл свой войсковой призыв после окончания института. В 1995 году получил травму после которой не играл около полутора лет. За время восстановления после тяжёлой травмы Медин потерял место в основе, уступив его Илье Близнюку. После этого Павел Яковенко, тогдашний главный тренер российского клуба «Уралан» пригласил Николая к себе. Вскоре Медин вернулся в «Днепр». Сразу же он вновь стал основным игроком. Николай первым из вратарей «Днепра» вошёл в символический клуб вратарей Украины, отстояв в национальных и международных соревнованиях сто игр на ноль. Также Медина дважды выставляли на трансфер. В 2004 году Медин снова получил травму. За «Днепр» провёл 250 матчей и пропустил 213 голов.
В феврале 2006 года перешёл в симферопольскую «Таврию», подписав годичный контракт. Медин уступал место в основе сербскому вратарю Саше Тодичу. Николай за команду провёл всего 1 матч в Кубке Украины против ужгородского «Закарпатья» (2:3), в этом матче Медин вышел в качестве капитана и пропустил 2 гола от Владимира Корнутяка и Мирослава Бундаша.
В январе 2007 года принял решение завершить карьеру игрока. В июне 2007 года сыграл свой прощальный свой матч между командой Медина и Будущим «Днепра» (дубль «Днепра»).

### Карьера в сборной
В конце 1980-х годов выступал за юношескую сборную СССР на Турнире памяти Валентина Гранаткина.
Осенью 2001 года он неожиданно попал в заявку национальной сборной Украины на матч с Польшей. В октябре 2002 года попал в заявку Леонида Буряка на отборочные матчи Чемпионат Европы 2004. Также вызывался в сборную и Олегом Блохиным.

### Тренерская карьера
После того как завершил игровую карьеру стал тренером вратарей в дубле «Днепра».

## Достижения
- Чемпион СССР среди дублирующих составов: 1991.
- Серебряный призёр чемпионата Украины: 1992/93.
- Бронзовый призёр чемпионата Украины (5): 1992, 1994/95, 1995/96, 2000/01, 2003/04.
- Финалист Кубка Украины (3): 1994/95, 1996/97, 2003/04.

## Семья
Его дед и отец играли за никопольские команды. Окончил институт физкультуры и получил диплом о высшем образовании. Медин женат на фигуристке из Днепропетровска Ирине. У них есть двое дочерей Кристина и Анастасия.